# Široká
Le Široká  est un sommet de la Slovaquie et de la chaîne des Hautes Tatras qui appartient aux montagnes des Carpates occidentales. Il culmine à 2 210 mètres d'altitude.

## Histoire
La première ascension connue date de 1835 et fut réalisée par Johann Blasius et deux autres personnes.